# Sparabara

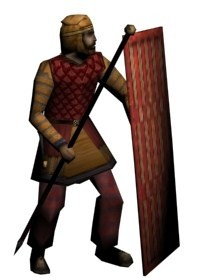
Reconstrucción de un sparabara.

Sparabara (del persa, significa “portadores de escudo”) eran la infantería básica del ejército aqueménida. Eran generalmente los primeros a disposición para entablar combate con el enemigo. Aunque no se sabe mucho sobre ellos hoy, se cree que eran la espina dorsal del ejército persa, siendo su función primaria la formación de una pared de escudos para proteger a los arqueros de los proyectiles, y en caso de un ataque frontal, mantener la línea para un contraataque de infantería ofensiva, como los takabara.
Los sparabara eran tomados de los miembros de pleno derecho de la sociedad persa, entrenados desde la niñez para ser soldados, y mientras no prestaban el servicio militar, solían desempeñarse como cazadores y agricultores. Es por esto que no se los considera soldados profesionales, aunque estaban bien entrenados y tenían el coraje para mantener la formación sólida por tiempo suficiente hasta que se realizara un contraataque en la mayoría de las ocasiones.
Su armadura corporal solía ser únicamente una coraza de lino (linotorax) acolchado o endurecido, y portaban unos grandes escudos rectangulares hechos de cuero y cañas llamados spara, de los cuales proviene su nombre; una forma de defensa resistente, ligera y manejable a la vez. El spara era más que capaz de detener flechas y otros proyectiles, siendo esta su función primaria. Sin embargo, la protección que proporcionaba contra lanzas y otras armas de cuerpo a cuerpo era un poco más limitada debido a su constitución ligera. Además, las lanzas persas no proporcionaban el alcance necesario para atacar con efectividad a una falange entrenada. Esto los dejaba en gran desventaja contra infantería más pesada y de mayor alcance, como los hoplitas. Sin embargo, el sparabara podía tratar con la mayoría de los soldados de a pie de su época, especialmente la infantería ligera común en las regiones del este.
Se cree que bajo la dinastía sasánida de Persia, que se consideraba sucesora del Imperio aqueménida, se emplearon soldados basados en el sparabara de antaño utilizando armamento muy similar, con el mismo propósito de proteger a los arqueros de a pie, los cuales empezaron a reemplazar lentamente a los arqueros a caballo utilizados por sus predecesores arsácidas.